# Hypocharassus gladiator
Hypocharassus gladiator är en tvåvingeart som beskrevs av Josef Mik 1878. Hypocharassus gladiator ingår i släktet Hypocharassus och familjen styltflugor. Inga underarter finns listade i Catalogue of Life.